# Denis Dindon et Daffy Duck
Denis Dindon et Daffy Duck (Tom Turk and Daffy) est un cartoon réalisé par Chuck Jones, sorti en 1944.
Il met en scène Porky Pig et Daffy Duck.